# Сенні Меюлю
Сенні Меюлю (фр. Senny Mayulu, нар. 17 травня 2006, Ле-Блан-Меніль, Франція) — французький футболіст конголезького походження, атакувальний півзахисник «Парі Сен-Жермен».

## Ігрова кар'єра

### Клубна
У 2020 році Сенні Меюлю приєднався до клубної академії столичного «Парі Сен-Жермен». Починав грати в складі молодіжної команди ПСЖ в Юнацькій лізі УЄФА. В червні 2021 року Меюлю підписав з клубом молодіжний контракт терміном три роки. Восени 2023 року головний тренер ПСЖ Луїс Енріке вперше викликав Меюлю на тренування основного складу команди. В грудні того року французьке видання L'Équipe назвало Сенні Меюлю одним з найперспективніших гравців Академії «Парі Сен-Жермен».
7 січня 2024 року Меюлю дебютував на професійному рівні, коли вийшов на заміну у кубковому матчі проти «Ревеля». 18 березня 2024 року у матчі проти «Монпельє» Меюлю зіграв свою першу гру в чемпіонаті Франції. 20 травня 2024 року Меюлю підписав з клубом свій перший професійний контракт до літа 2027 року.

### Збірна
Сенні Меюлю має коноглезьке походження, та у 2023 році він почав свої виступи на міжнародній арені в складі юнацьких збірних Франції.

## Титули
Парі Сен-Жермен
 Чемпіон Франції: 2023/24, 2024/25
 Переможець Кубка Франції: 2023/24, 2024/25
 Переможець Суперкубка Франції: 2024
 Переможець Ліги чемпіонів УЄФА (1): 2024/25